# Качорови
Качорови (пол. Kaczorowy) — село в Польщі, у гміні Рацьонж Плонського повіту Мазовецького воєводства.
Населення — 314 осіб (2011).
У 1975-1998 роках село належало до Цехановського воєводства.

## Демографія
Демографічна структура станом на 31 березня 2011 року:
|          | Загалом | Допрацездатний вік | Працездатний вік | Постпрацездатний вік |
| -------- | ------- | ------------------ | ---------------- | -------------------- |
| Чоловіки | 150     | 32                 | 108              | 10                   |
| Жінки    | 164     | 35                 | 97               | 32                   |
| Разом    | 314     | 67                 | 205              | 42                   |